# Chirostoma reseratum
Chirostoma reseratum is een straalvinnige vissensoort uit de familie van de koornaarvissen (Atherinopsidae). De wetenschappelijke naam van de soort is voor het eerst geldig gepubliceerd in 1963 door Álvarez.